# Renán Rodríguez
Renán Rodríguez Cabrera (San José de Mayo, 12 de diciembre de 1912 - Montevideo, 29 de julio de 1999) fue un político y periodista uruguayo, integrante del Partido Colorado. Ejerció como diputado, senador, Ministro de Instrucción Pública y Previsión Social, Secretario General del Instituto de Jubilaciones y Pensiones, director del diario El Día, candidato a Vicepresidente en dos ocasiones y Presidente de la Corte Electoral tras la restauración democrática.

## Biografía

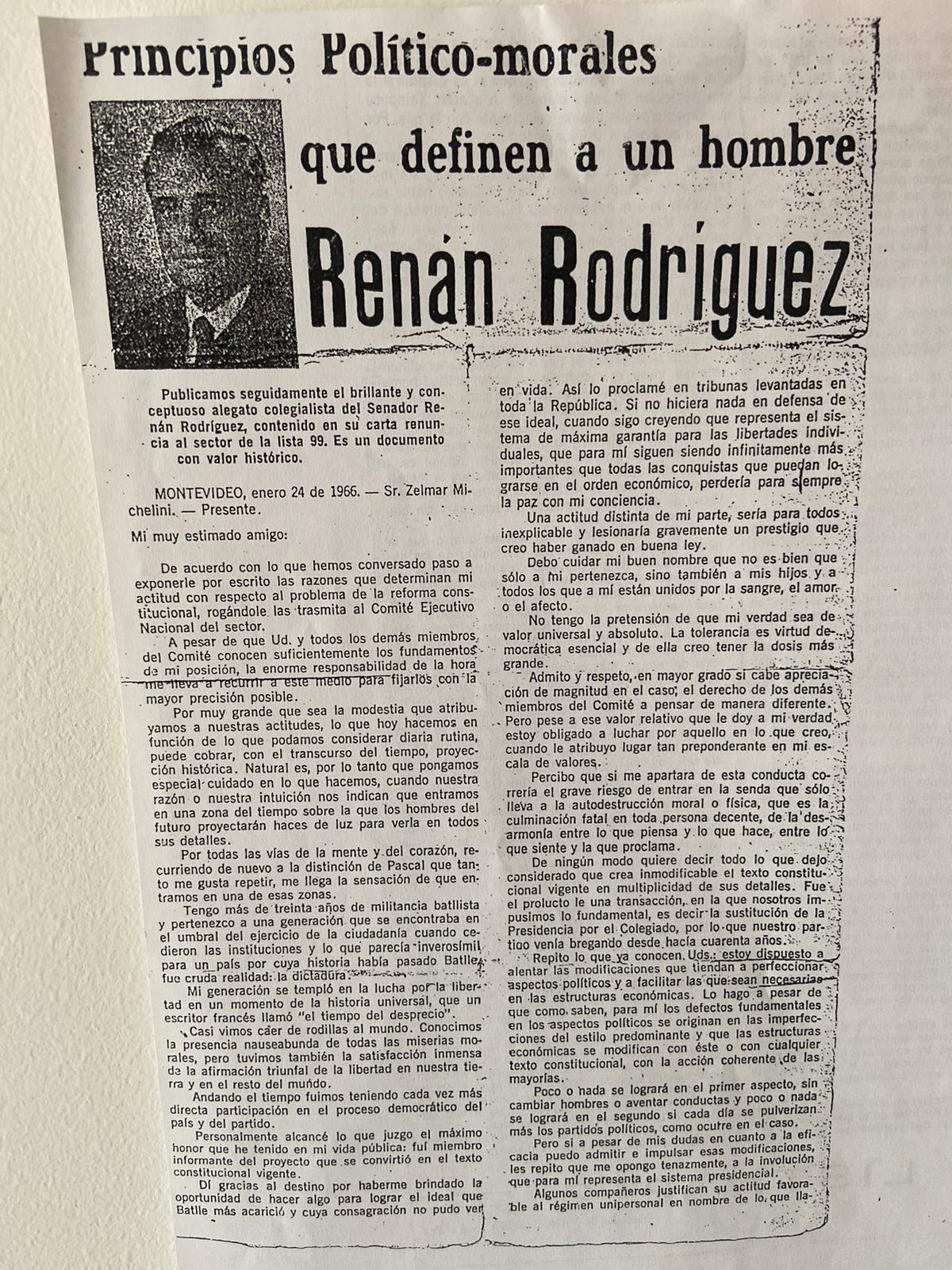
Carta renuncia a la 99

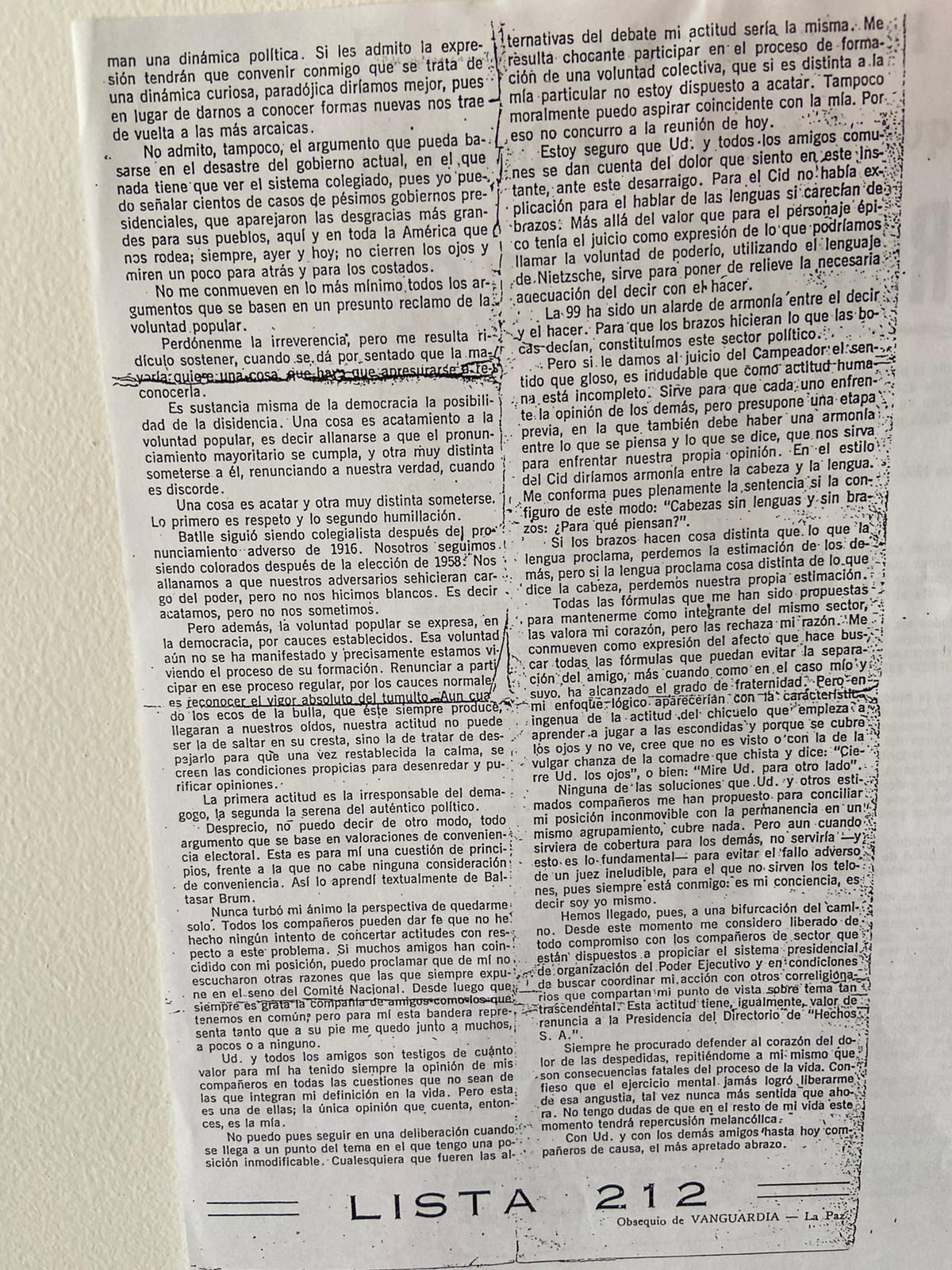
Carta renuncia a la 99

Nació en San José de Mayo el 12 de diciembre de 1912, de padre militante del Partido Colorado.
Estudiante de Derecho, militó desde su juventud en el Batllismo, oponiéndose a la Dictadura de Terra en los años treinta. En los años siguientes integró órganos directivos del Partido Colorado. También fue Secretario General del Instituto de Jubilaciones y Pensiones (hoy Banco de Previsión Social).
En los comicios de 1950 fue elegido diputado por primera vez, por la Lista 14 dirigida por César Batlle Pacheco, siendo reelecto en las dos siguientes elecciones. Entre el 1 de marzo de 1955 y el 10 de mayo de 1956 actuó como Ministro de Instrucción Pública y Previsión Social.
En 1962 cofundó junto a Zelmar Michelini la Lista 99, siendo electo Senador. Tuvo un distanciamiento con Michelini, pues Rodríguez continuó defendiendo el colegialismo hasta el final (el cual resultaría derrotado en plebiscito). 
En las elecciones de 1966 fue candidato a la Vicepresidencia de la República, acompañando la postulación presidencial de Amílcar Vasconcellos. A partir del año siguiente, se desempeñó como codirector del diario "El Día", hasta 1971. En las elecciones de ese año fue otra vez candidato a Vicepresidente de la República, esta vez acompañando la candidatura de Jorge Batlle a la Presidencia.
Proscrito por la dictadura, desde 1977 integró el Consejo Editorial de "El Día". En las elecciones internas de los partidos políticos de 1982 integró las listas del Batllismo Unido, sector opositor al régimen militar. 
En 1985 fue designado por el nuevo Parlamento democrático Presidente de la Corte Electoral, su último cargo público, que desempeñó hasta su renuncia en 1990.
Murió en Montevideo el 29 de julio de 1999, a los 86 años.

## Familia
Su hijo, Renán Rodríguez Santurio, fue subsecretario del Ministerio de Trabajo y Seguridad Social en el segundo gobierno de Julio María Sanguinetti y vicepresidente de la Corte Electoral desde 1996 hasta 2010. Mientras que su nieto, Conrado Rodríguez, es actualmente diputado colorado por Montevideo.